# Juhani Suomi

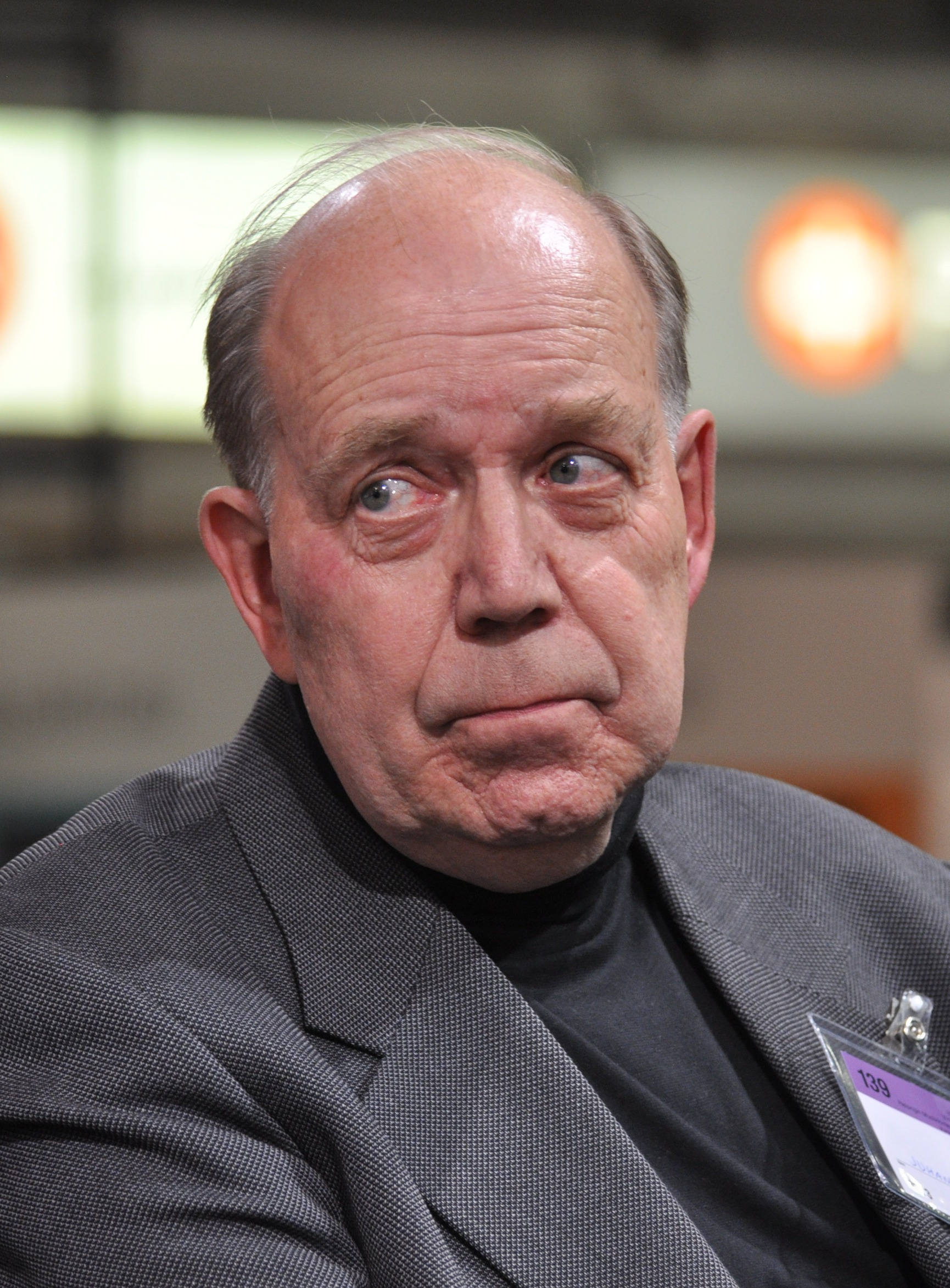
Juhani Suomi.

Juhani Martti Kalervo Suomi, född 15 februari 1943 i Helsingfors, är en finländsk diplomat och författare. 
Suomi behandlade i sin doktorsavhandling Talvisodan tausta (1973, andra upplagan 1989) Sovjetunionen i Finlands utrikespolitik 1937–1939, ett banbrytande historiskt verk. Han anställdes detta år vid utrikesministeriet som byråsekreterare och beviljades tre år senare dispens för tjänster vid ministeriet. Han utsågs till byråchef 1974, utrikesråd 1978 och var 1979–2010 konsultativ tjänsteman. Han blev en av ministeriets ledande öststatsexperter och innehade flera poster inom olika samarbetsorgan mellan Finland och Sovjetunionen. Han var docent i politisk historia vid Helsingfors universitet 1975–1989 och 1996–2010. 
Suomi har blivit mest känd för sin omfattande biografi över Urho Kekkonen i åtta band (1986–2000), som täcker perioden 1936–1981, och redigeringen av Kekkonens dagböcker 1958–1981 i fyra band (2001–2004). Båda verken ger ett panorama över Finlands politiska liv och presidentens utrikespolitiska linje genom många ödesdigra år. De erbjuder ett unikt och mångsidigt källmaterial, men har även kritiserats för skönmålning av Kekkonens agerande. Suomi utgav 1989 en bok om Risto Ryti, därefter en ytterst kritisk studie över president Mauno Koivistos första ämbetsperiod 1981–1986 i två band (2005–2006) och 2009 ett självbiografiskt, tämligen självutlämnande arbete. Suomi har bland annat varit generalsekreterare i delegationen för nedrustningsärenden 1974–1977 och ledamot av styrelsen för Freds- och konfliktforskningsinstitutets direktion i Tammerfors 1974–1980. Han stod bakom den uppmärksammade pseudonymen Kunto Kalpa i tidningen Keskisuomalainen 1985–1993. Han tilldelades professors titel 1997.